# Mezei Sándor (agrármérnök)
Mezei Sándor (Tatrang, 1919. január 17. – Nagyenyed, 1995. augusztus 27.) erdélyi magyar agrármérnök, mezőgazdasági szakíró, iskolaszervező pedagógus.

## Életútja, munkássága
A brassói Római Katolikus Gimnáziumban érettségizett (1938), Kolozsvárt mezőgazdasági főiskolát végzett (1944). Kikerült a frontra, csak a második világháború végeztével térhetett haza Erdélybe. Szász Pál EMGE-elnök ajánlatára meghívták tanárnak a csombordi téli gazdasági iskolához, melynek 1949-től három és fél évtizeden át igazgatója nyugdíjazásáig (1983).
Életművét iskolaszervezőként alapozta meg. Az Erdélyi-hegyalja szőlészeti és borászati iskoláját országos hírű középfokú intézetté fejlesztette. "A téli gazdasági iskolát 1935-ben elindító Nagy Endre pedagógusi egyénisége és Veress István kertészeti munkássága mellett – írja Csávossy György – mindenekelőtt az ő emberi értékeinek köszönhető, hogy Csombord jó húsz éven át viszonylag háborítatlanul élhette virágkorát, miközben másutt már rég folyt az elsorvasztás."
Olyan korszakban is biztosította a magyar nyelvű szakoktatás feltételeit, amikor a diktatúra már elrendelte annak teljes felszámolását. Minisztériumi szakfelügyelőként (1958–64) Erdély-szerte sokat tett az alsó- és középszintű magyar mezőgazdasági oktatás hálózatának működéséért.
Első szakcikkét a Falvak Népe mezőgazdasági rovatába (1948) írta. Később jelentkezik az Igazság és az Előre hasábjain is. Román nyelvre fordított tanulmányait a Studii şi Cercetări de Agronomie c. kolozsvári szakfolyóirat közölte. A Falvak Dolgozó Népe Nagy Miklós szerkesztette mezőgazdasági szakmellékletében, a Mezőgazdasági Útmutatóban közölt szőlészeti és borászati szaktanácsadásának nagy hasznát vették a háztáji és nagyüzemi gazdaságok egyaránt.

## Kötetei
- Szőlőtermesztés (Csávossy György, Horváth Ödön és Szász József tanártársaival, 1957);
- Borászat (Csávossyval és László Gyulával, 1963);
- Szőlészeti és borászati kézikönyv (Csávossyval és Kovács Adorjánnal, 1974).

## Díjak, elismerések
- Magyar Újságírók Romániai Egyesülete kitüntetése (2000)[2]
- Nagenyed díszpolgára cím (posztumusz), 2007[3]